# Данте Мікелі
Данте Мікелі (італ. Dante Micheli, 10 лютого 1939, Мантуя — 10 червня 2012, Мантуя) — італійський футболіст, що грав на позиції півзахисника. По завершенні ігрової кар'єри — спортивний функціонер.
Володар Кубка Кубків УЄФА. Володар Кубка Італії. 

## Клубна кар'єра
Народився 10 лютого 1939 року в місті Мантуя.
У дорослому футболі дебютував 1955 року виступами за команду місцевого клубу «Мантова», в якій провів чотири сезони, взявши участь у 104 матчах чемпіонату. Зокрема допоміг команді протягом 1957—1959 років за два сезони подолати шлях від регіональної ліги до другого італійського дивізіону.
1959 року отримав запрошення від вищолігового клубу СПАЛ. У першому ж сезоні допоміг команді посісти найвище в її історії п'яте місце у Серії A, привернувши своєю грою інтерес провідних клубів країни.
Тож вже 1960 року став гравцем «Фіорентини», срібного призера попередньої першості. У складі потужнішої команди проявити себе не зміг і відіграв протягом сезону 1960/61 лише 14 матчів у її складі в чемпіонаті. Попри це саме цей сезон став для Мікелі найкращим з точки зору завойованих трофеїв — у складі «Фіорентини» того сезону він став володарем Кубка Кубків УЄФА та Кубка Італії.
1961 року повернувся до лав своєї попередньої команди, СПАЛ. У розіграші Кубка Італії 1961/62 став одним з п'яти найкращих бомбардирів турніру з трьома забитими голами і ледь не став удруге поспіль володарем кубкового трофею — СПАЛ лише у фінальній грі мінімально (1:2) поступився «Наполі», причому єдиний гол своєї команди у цій вирішальній грі забив саме Мікелі.
Загалом після повернення до СПАЛ відіграв за цей клуб три сезони, після чого протягом 1964—1967 років грав за «Фоджу».
1967 року повернувся до рідного клубу «Мантова», який балансував на той час між першим і другим за силою італійськими дивізіонами і за який гравець відіграв ще шість сезонів. Більшість часу, проведеного у складі «Мантови», був основним гравцем команди. Завершив професійну кар'єру футболіста виступами за команду «Мантова» у 1973 році.
Після заершення ігрової кар'єри з середини 1970-х і до середини 1990-х працював на керівних посадах у цілій низці італійських футбольних клубів.
Помер 10 червня 2012 року на 74-му році життя у місті Мантуя.

## Виступи за збірну
1960 року провів одну гру у складі молодіжної збірної Італії.

## Титули і досягнення

### Командні
- Володар Кубка Італії (1):

«Фіорентіна»: 1960–61
- Володар Кубка Кубків УЄФА (1):

«Фіорентіна»: 1960–61

### Особисті
- Кращий бомбардир Кубка Італії (1):

Кубок Італії з футболу 1961—1962 (3)